# Криводол (Подбабље)
Криводол је насељено место у саставу општине Подбабље, Сплитско-далматинска жупанија, Република Хрватска.

## Географски положај
Налази се у Имотској крајини, 7 км југозападно од Имотског.

## Историја
До територијалне реорганизације у Хрватској налазио се у саставу старе општине Имотски.

## Становништво
На попису становништва 2011. године, Криводол је имао 457 становника.
| Број становника по пописима | Број становника по пописима | Број становника по пописима | Број становника по пописима | Број становника по пописима | Број становника по пописима | Број становника по пописима | Број становника по пописима | Број становника по пописима | Број становника по пописима | Број становника по пописима | Број становника по пописима | Број становника по пописима | Број становника по пописима | Број становника по пописима | Број становника по пописима |
| --------------------------- | --------------------------- | --------------------------- | --------------------------- | --------------------------- | --------------------------- | --------------------------- | --------------------------- | --------------------------- | --------------------------- | --------------------------- | --------------------------- | --------------------------- | --------------------------- | --------------------------- | --------------------------- |
| 1857.                       | 1869.                       | 1880.                       | 1890.                       | 1900.                       | 1910.                       | 1921.                       | 1931.                       | 1948.                       | 1953.                       | 1961.                       | 1971.                       | 1981.                       | 1991.                       | 2001.                       | 2011.                       |
| 614                         | 0                           | 574                         | 685                         | 969                         | 813                         | 570                         | 507                         | 858                         | 1.147                       | 1.184                       | 878                         | 731                         | 685                         | 537                         | 457                         |

Напомена: У 1991. смањено издвајањем дела подручја насеља у самостално насеље Шумет (општина Проложац), за које и садржи податке у 1953. и 1961. У 1869. и 1921. део података садржан је у насељу Доњи Проложац (општина Проложац), а део у насељу Пољица, као и део података у 1921. у насељу Доњи Проложац (општина Проложац). До 1931. исказивано као део насеља. У 1931. део података садржан је у насељу Шумет (општина Проложац).

### Попис 1991.
На попису становништва 1991. године, насељено место Криводол је имало 685 становника, следећег националног састава:
| Попис 1991.‍ | Попис 1991.‍ | Попис 1991.‍ | Попис 1991.‍ | Попис 1991.‍ |
| ----------- | ----------- | ----------- | ----------- | ----------- |
|             |             |             |             |             |
| Хрвати      | Хрвати      |             | 518         | 75,62%      |
| Срби        | Срби        |             | 156         | 22,77%      |
| Југословени | Југословени |             | 4           | 0,58%       |
| остали      | остали      |             | 2           | 0,29%       |
| непознато   | непознато   |             | 5           | 0,72%       |
| укупно: 685 |             |             |             |             |

## Религија
У засеоку Црногорци се налази српска православна црква Св. Василија Острошког из 1988. године, која је 2005. године проглашена манастиром.